# Nikodém Mikulaš Krett

Nikodém Mikulaš Krett, OSBM

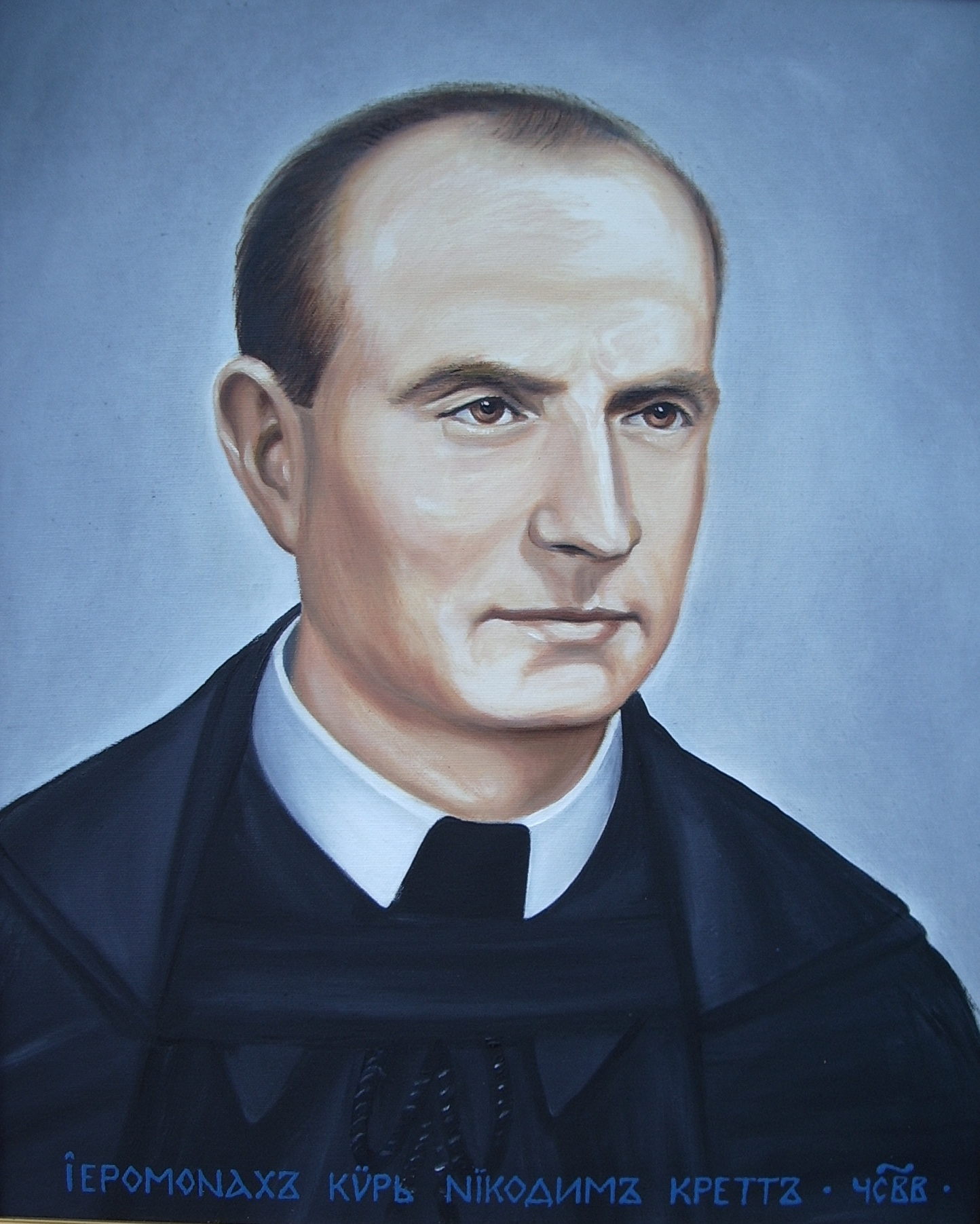
Nikodem Krett, OSBM - portret, Prešov, Slovakia

Nikodém Mikulaš Krett (* 3. Oktober 1912 in Folvark (deutsch Forberg oder Vorberg), heute Stráňany im Norden der Slowakei; † 29. April 1983 in Michalovce) war griechisch-katholischer Ordenspriester und Bischof der tschechoslowakischen Untergrundkirche.

## Leben
Nikolaus Nikodemus, der zweite Sohn des deutschstämmigen Johann Krett und seiner Ehefrau Maria, geborene Kuzmiaková, besuchte die Volksschule seines Heimatorts und anschließend das Gymnasium in Prešov. Dort erreichte ihn der Ruf zum Priestertum. Er trat der Gemeinschaft der Basilianer des hl. Josaphat bei und in das Kloster Černečej-Hore bei Mukatschewo ein. Nach dem Noviziat studierte er zunächst in Berezna Lawrow (Ukraine) und anschließend Philosophie und Theologie in Dobromyl und Kristinojoli. Im Jahre 1936 folgte die Profeß, und am 17. Juli 1938 wurde er in Prosov zum Ordenspriester geweiht. Am 14. Mai 1939 wurde er von der Polizei von Mukatschewo verhaftet und mit mehreren Ordenspriestern des Landes verwiesen. Er wurde Professor in Medzilaborce; am 1. Juni 1941 wurde er angezeigt und verhaftet, aber nach zwei Wochen auf Intervention des slowakischen Staatspräsidenten Jozef Tiso wieder freigelassen. 1945 wurde er Präfekt an der Hochschule in Prešov, zwei Jahre später Provinzial der Basilianer in der Slowakei. 1949 wurde er zu sieben Jahren Gefängnis verurteilt. 1954 verurteilte ihn das Landgericht Košice zu drei Jahren Haft, zehn Jahre Aberkennung der bürgerlichen Rechte und 1000 Dollar Geldstrafe. Das Urteil wurde am 12. Januar 1955 vom Obersten Gerichtshof in Prag in vollem Umfang bestätigt. Am 29. September 1957 wurde er aus dem Gefängnis entlassen und ging in den Untergrund. Seinen Lebensunterhalt verdiente er als Hilfsarbeiter bei der Straßenbahn, als Briefträger und im Garten- und Landschaftsbau in Košice. Er nahm Taufen und Eheschließungen in Privathäusern vor und spendete die Sterbesakramente. In seinen unerschütterlichen Glauben an den Sieg der Wahrheit weihte er junge Menschen zu Priestern.
1975 wurde er an einem geheimen Ort von Fridolin Zahradník, einem Bischof der tschechischen Untergrundkirche, zum Bischof geweiht. Diese Weihe erhielt nicht die Zustimmung des Heiligen Stuhls.
Von schwerer Krankheit gezeichnet starb er am 29. April 1983 und wurde in einem Friedhof in Prešov  begraben. Auch dreißig Jahre nach seinem Tod wurde die Bischofsweihe nicht publiziert.